# TCL集団
TCL科技集団（TCLテクノロジー・グループ、簡体字中国語: TCL科技集团股份有限公司）は、中国の広東省恵州市に本社を置く電気機器メーカーである。テレビ、ディスプレイパネル、スマートフォン、パーソナルコンピュータ、家電機器、照明などの製造・販売を手がけ、中国国内外で事業を展開している。同社は深圳証券取引所に上場している。
2023年時点で、テレビ用パネルでは世界シェア第2位、55インチと75インチのパネルでは世界首位。

## 歴史

### 創業
TCLは1981年、5000元の融資を受け恵陽区電子工業公司と香港企業の合弁でTKK家庭電器有限公司が成立した事から始まった。当初は磁気テープの製造・販売から始まった。1989年、電話機の生産販売量が全国一位になる。

### 「王牌」ブランド
1990年代に入り、TCLは急速に成長を遂げ、過去12年の間に年平均42.65%の成長を遂げ、中国で最も成長が早い企業となった。1992年、「王牌」ブランドの大型カラーテレビを開発、市場から広く認められる。1993年、TCL通訊設備股份有限公司が深圳証券取引所に上場。1996年、香港の陸氏公司のカラーテレビ事業を買収し、国有企業が香港企業を買収し、国有企業のブランドを継続する例の第一号になる。「王牌」テレビが国内3強に名を連ねる。
1997年、国有企業が政府から権利を授けられ、経営をするというケースの先駆けとなり、TCL集団公司を設立する。1999年、携帯電話事業に進出。TCL国際控股有限公司（2005年にTCL多媒体科技控股有限公司に改称）が香港で上場。ベトナムへ進出。2002年TCL集団股份有限公司、登録。携帯電話事業が大成功を収め、販売量600万台を突破した。
2003年、TCLは上場に失敗したが、その年の収益は28,200百万元（約3,500百万ドル）、利益は570百万元（約70百万ドル）に達した。そして、翌2004年1月、TCL集団は上場を果たした。

### 世界最大のテレビメーカーへ
同じく2004年、TCLはフランスのトムソンとTCL-トムソン電子有限公司（TCL-汤姆逊电子有限公司、略称TTE）を共同出資で設立してトムソンの登録商標であるRCAを取得し、世界最大のテレビ製造業者に躍り上がった。また、これまでにも日本の松下電器や米国のインテルなど世界中の大手企業と相次いで提携し、高度な技術を積極的に取り入れることで大手メーカーとしての地位を築いてきた。
2004年8月にTCLとアルカテル・ルーセントは共同出資の携帯電話事業会社（TCL & Alcatel Mobile Phones Limited (TAMP)）を深圳市に設立し（出資比率TCL55%、アルカテル・ルーセント45%）、2005年5月には10年間のライセンス契約と、TAMPがTCLの100%出資となる契約が結ばれた。
2004年頃から、TCLは中国国内の価格競争に直面し、株価が30%下落したり、薄型テレビへのシフトが遅れた。また、2004年終わりには、トムソンはTCLのライバルメーカーである康佳グループの株式を一部取得し、市場を驚かせた。2005年後半になると、フィリップス中国現地法人がTCLの株式の7%を購入し、保有比率第3位の株主となった。
2006年初めには、TCLは世界10国に本社を設置し、ベトナム・インド・ドイツに進出している。
2011年12月期決算は、純利益が前の期比2.3倍の10億1300万元（約130億円）だった。
2013年、ハリウッドの名所であるグローマンズ・チャイニーズ・シアターの命名権を獲得してTCL・チャイニーズ・シアターに改称。
2023年6月、2022年北京オリンピック女子シングルフィギュアスケート金メダリストのアンナ・シェルバコアがロシアでのブランドアンバサダーに就任。
2025年2月には国際オリンピック委員会（IOC）と、テレビを中心としたAV機器や白物家電におけるワールドワイドオリンピック・パラリンピックパートナー契約を2032年12月末まで締結したことを発表した。

### 日本への進出
2014年には、メキシコにある三洋電機の液晶テレビ工場を1522万ドル（約15億円）で買収することが明らかになった。同工場は「SANYO」ブランドで小売り世界最大手のウォルマート向けに液晶テレビを製造しているが、買収後も三洋は同工場にウォルマート向けテレビの生産を委託する
。
2015年1月、ヒューレット・パッカードの子会社パームを買収する。
2015年9月3日、日本法人株式会社TCL JAPAN ELECTRONICSを設立。
2016年12月、BlackBerryのブランドと製造権がTCLに長期ライセンスされる。
2019年の売上高は、 107億米ドル 、営業利益は20億3200万米ドル、純利益は 5億2200万米ドル、総資産は 235.49億米ドルとなった。 
2020年6月19日、ソニー・パナソニックの統合事業JOLEDと資本業務提携契約を締結。テレビ向け大型有機ELディスプレイの共同開発を開始。
2020年8月、江蘇省蘇州市にある韓国サムスンディスプレイの第8.5世代のパネル工場を買収した。
TCLは日本国内の薄型テレビシェアにおいてもめざましい進出を果たしつつある。2021年7月の日本国内のテレビシェアランキングでは1位ソニー、2位シャープ（鴻海科技集団)、3位パナソニック、4位TVS REGZAで、5位がハイセンス、6位がTCLであった。しかし、その後、2021年から2022年前半にかけてソニーとパナソニックは凋落し、2022年3月には1位がTVS REGZA、2位がシャープ、3位がハイセンスと中国企業が上位を占め、4位にソニー、5位がパナソニックとなり、さらにTCLが追い上げているという情勢となった。こうして、世界市場のみならず、日本国内の家電市場においても中国企業の優位と日本企業の凋落が鮮明となった。
TCLが保有する第8.5世代以上の大型パネルの生産ラインは2020年末時点の3本から、2021年6月末には4.5本に増加した。2021年1～6月期の決算では、売上高は前年比2.5倍の743億元、純利益は同5.6倍の68億元で、上半期だけで純利益は2020年の通期実績を超えた。子会社のTCL華星光電技術（CSOT）によるディスプレーパネル事業の1～6月期の売上高は408億元と、前年同期の2倍以上に拡大した。
TCLの2021年12月期本決算では、純利益が前年比2.3倍の100億5,744万元（約2005億円）、売上高が2.1倍の1635億4,055万元（約32,554億円）だった。2021年に液晶パネルの生産能力シェアは世界第2位の約13.8％に達した。
2025年までに第8.6世代大型パネルの生産ラインを6本稼働させる計画である。

## 主要生産品目

### 日本向け製品
- スマートフォン
  - ALCATEL ONETOUCH IDOL 2 S - イオンスマホの第3弾として2014年9月5日に発売された[19]。5インチ（1280×720ドット）のHDディスプレイ、Android 4.3、Snapdragon 400（MSM8926 クアッドコア 1.2Ghz）を搭載している。メインカメラは800万画素、インカメラは130万画素。バッテリー容量は2150mAh。本体サイズは135.5×69.7×7.4mm、重さは約126g[20]。
  - ALCATEL ONETOUCH IDOL 3 - 上下どちらでも通話できるようにスピーカーとマイクを2つずつ搭載した、SIMフリー端末として2015年8月28日発売。5.5インチ（1920×1080ドット）フルHDディスプレイ、Android 5.0、Snapdragon 615（MSM8939 オクタコア 1.5GHz＋1GHz）のCPUを搭載する。メインカメラは1300万画素、インカメラは800万画素。バッテリー容量は2910mAh。本体サイズは152.7×74.14×7.4mm、重さは約141g[21]。
  - Alcatel IDOL 4
  - Alcatel SHINE LITE
  - Alcatel PIXI 4
  - TCL　PLEX - SIMフリースマートフォン。6.53インチディスプレイ。Snapdragon675メモリ/ストレージ6GB/128GB[22]
- テレビ
  - X10 シリーズ
  - C8 シリーズ
  - P8 シリーズ
  - C60 シリーズ
  - K60 シリーズ
  - P60 シリーズ

## 関連会社
TCL-トムソン電子有限公司（TTE）
- TTE中国業務中心
- TCL電器銷售有限公司
- 広州数碼楽華科技有限公司

TCL通信科技控股有限公司（TCT）
- TCL移動通信有限公司
- TCL-アルカテル移動電話有限公司

数碼電子事業本部
- TCL電脳科技有限公司
- 翰林匯軟件産業股份有限公司
- 電大在線遠程教育技術有限公司

家用電気事業本部
- TCL白家電事業部
- TCL空調事業部
- TCL小家電事業部
- TCL瑞智（恵州）製冷設備有限公司

電気事業本部
- TCL国際電工事業部
- TCL照明電器事業部
- TCL工業電器事業部
- TCL樓宇科技事業部

TTE新興市場業務中心
- ベトナム分公司
- フィリピン分公司
- ロシア分公司

部品事業本部
- 升華工業有限公司
- TCL金能電池有限公司
- TCL顕示科技（恵州）有限公司
- 恵州TCL王牌高頻電子有限公司
- 深圳市愛思科微電子有限公司
- 恵州TTK家庭電器有限公司
- TTE戦略OEM業務中心

TTE戦略OEM業務中心
- TV業務中心
- AV業務中心

その他企業
- TCL文化発展有限公司
- 深圳市TCL投資有限公司
- TCL通訊設備（恵州）有限公司
- TCL網絡設備有限公司
- 楽金電子（恵州）有限公司
- 高威達数碼科技有限公司
- TCL多媒体科技控股有限公司（ティーシーエルマルチメディア・テクノロジー・ホールディングス）

## バックドア疑惑
アメリカ国土安全保障省のウルフ長官代行は、2020年12月21日の演説でTCLの製品に利用者の情報を抜き取ることができる「バックドア」が設置されていたなどと指摘した。これは独立系研究者により発見された脆弱性だが、TCLはテレビの脆弱性を予告せず、そしてユーザーの同意なしに修正したことも同時に判明している。

## テレビ番組
- 日経スペシャル ガイアの夜明け 東南アジアに進路を取れ ～日本VS中国！急成長ASEAN争奪戦～（2005年10月4日、テレビ東京）[25]。- 東南アジア戦略を取材。